# 陈海波 (1962年)
陈海波（1962年9月—），男，汉族，吉林镇赉人，中华人民共和国政治人物。东北工学院采矿系选矿专业毕业，东北大学工商管理学院管理工程专业在职研究生学历，工学硕士，高级工程师。曾任沈阳市人民政府市长、中共哈尔滨市委书记、黑龙江省委副书记。现任黑龙江省政协副主席。中共第十九届中央候补委员。

## 生平

### 早年经历
1979年，考入原东北工学院采矿系选矿专业学习。1982年10月加入中国共产党。1983年8月，大学毕业后，被分配到原冶金部下属鞍山黑色冶金矿山设计研究院工作；先后担任研究院共青团委书记，党委宣传部副部长。1986年9月至1989年8月，在中央党校第四期中青班学习。

### 仕途
1989年8月，任鞍山市热电厂党委副书记、纪委书记。1990年11月，任鞍山市热电厂党委书记。1991年3月，任鞍山市海城滑石矿副矿长。1991年6月，任鞍山市海城滑石矿矿长。1994年10月，任辽宁省建材局副局长(1993年9月至1996年3月，在东北大学工商管理学院管理工程专业攻读在职硕士研究生) 。1997年11月，任辽宁省建材局局长。1998年8月，任辽宁省劳动厅副厅长。2000年1月，任辽宁省劳动和社会保障厅厅长。2004年3月，任中共盘锦市委副书记，副市长、代理市长、市长（2005年1月当选）。2006年1月，任中共盘锦市委书记。2008年1月，任辽宁省人民政府副省长。2009年12月，任辽宁省副省长、中共沈阳市委副书记。2010年1月，任中共沈阳市委副书记、市长。
2014年12月，任中共黑龙江省委常委、哈尔滨市委书记。
因工作变动，2015年3月31日，辽宁省第十二届人大常委会第十六次会议接受其辞去第十二届全国人民代表大会代表职务。
2017年5月，任中共黑龙江省委副书记，省委教育工委书记，省委党校（省行政学院）校（院）长。同年10月，中国共产党第十九次全国代表大会上当选中国共产党第十九届中央委员会候补委员。
2022年1月，当选为黑龙江省政协副主席。同年4月，不再担任省委副书记一职。